# 印加瓦西山脈
24°02′S 67°33′W / 24.033°S 67.550°W

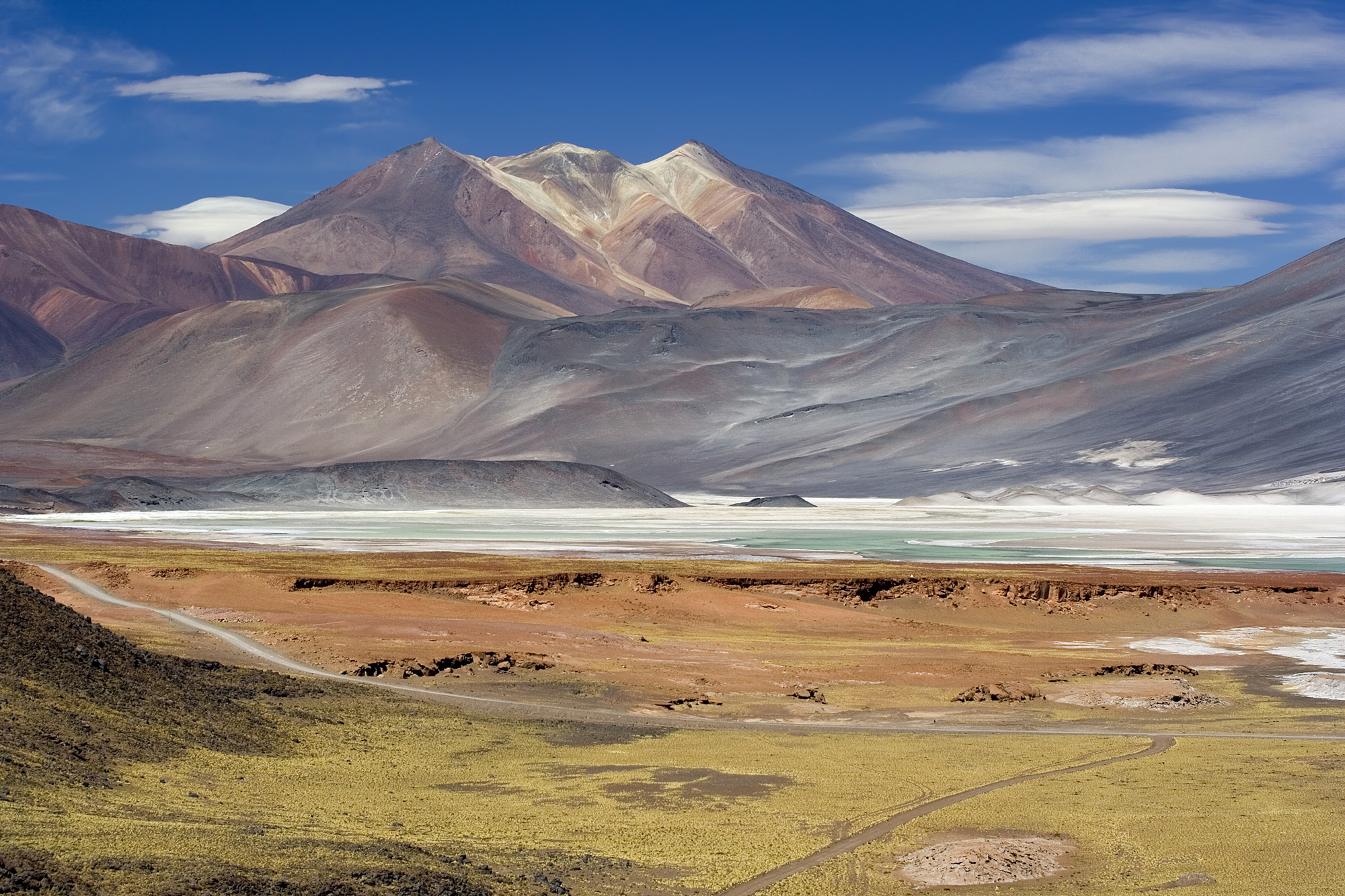

印加瓦西山脈是智利的山脈，位於該國東北部安托法加斯塔大區，距離首都聖地牙哥1,100公里，最高點海拔高度5,634米，每年平均降雨量203毫米。